# Hipoksantin fosforiboziltransferaza
Hipoksantin fosforiboziltransferaza (EC 2.4.2.8, IMP pirofosforilaza, transfosforibozidaza, hipoksantin---guanin fosforiboziltransferaza, guaninska fosforiboziltransferaza, GPRT, HPRT, guanozin 5'-fosfat pirofosforilaza, IMP-GMP pirofosforilaza, HGPRTase, 6-hidroksipurin fosforiboziltransferaza, 6-merkaptopurin fosforiboziltransferaza, GMP pirofosforilaza, guanin-hipoksantin fosforiboziltransferaza, guanozin fosforiboziltransferaza, guanilat pirofosforilaza, guanilinska pirofosforilaza, inozinatna pirofosforilaza, inozin 5'-fosfatna pirofosforilaza, inozinsko kiselinska pirofosforilaza, inozinska pirofosforilaza, 6-merkaptopurinska fosforiboziltransferaza, purin-6-tiolna fosforiboziltransferaza) je enzim sa sistematskim imenom IMP:difosfat fosfo-D-riboziltransferaza. Ovaj enzim katalizuje sledeću hemijsku reakciju
IMP + difosfat {\displaystyle \rightleftharpoons } hipoksantin + 5-fosfo-alfa-D-riboza 1-difosfat
Guanin i 6-merkaptopurin mogu da zamene hipoksantin.

## Literatura
- Nicholas C. Price; Lewis Stevens (1999). Fundamentals of Enzymology: The Cell and Molecular Biology of Catalytic Proteins (Third изд.). USA: Oxford University Press. ISBN 019850229X.
- Eric J. Toone (2006). Advances in Enzymology and Related Areas of Molecular Biology, Protein Evolution (Volume 75 изд.). Wiley-Interscience. ISBN 0471205036.
- Branden C; Tooze J. Introduction to Protein Structure. New York, NY: Garland Publishing. ISBN 0-8153-2305-0.
- Irwin H. Segel. Enzyme Kinetics: Behavior and Analysis of Rapid Equilibrium and Steady-State Enzyme Systems (Book 44 изд.). Wiley Classics Library. ISBN 0471303097.

## Spoljašnje veze
- Hypoxanthine+phosphoribosyltransferase на 